# Constante de integración
En cálculo, la integral indefinida de una función dada (es decir, el conjunto de todas las primitivas de la función) se denota con una constante, la constante de integración. Esta constante expresa una ambigüedad inherente a la construcción de primitivas. Si una función f está definida en un intervalo y F es una primitiva de f, entonces el conjunto de todas las primitivas de f viene dado por las funciones F (x) + C, siendo C una constante arbitraria.

## Origen de la constante
La derivada de cualquier función constante es cero. Una vez se ha encontrado una primitiva F, sumándole o restándole una constante C se obtiene otra primitiva, porque (F + C) ' = F ' + C ' = F '. La constante es una manera de expresar la clase de todas las funciones primitivas diferentes de una función dada.
Por ejemplo, supóngase que se quiere encontrar la primitiva de cos(x). Una de estas primitivas es sin(x). Otra es sin(x)+1. Una tercera es sin(x)-π. Cada una de estas funciones tiene por derivada cos(x), por lo tanto todas son primitivas de cos(x). 
Resulta que añadir y restar constantes es el único grado de libertad que hay al encontrar primitivas diferentes de la misma función. Es decir, todas las primitivas son las mismas con la diferencia de una constante. Para expresar este hecho para cos(x), se escribe: 
{\displaystyle \int \cos(x)\,dx=\sin(x)+C.}
Sustituyendo C por un número cualquiera, se obtiene una primitiva. En cambio, escribiendo C en vez de un número se obtiene una descripción compacta de todas las primitivas posibles de cos(x). C se denomina constante de integración. Se puede comprobar fácilmente que todas estas funciones son, en efecto, primitivas de cos(x): 
| {\displaystyle {d \over dx}[\sin(x)+C]} | {\displaystyle ={d \over dx}[\sin(x)]+{d \over dx}(C)} |
|                                         | {\displaystyle =\cos(x)+0\,}                           |
|                                         | {\displaystyle =\cos(x)\,.}                            |

## Necesidad de la constante
A primera vista puede parecer que la constante es innecesaria, puesto que se puede considerar cero. Además, al evaluar integrales definidas empleando el teorema fundamental del cálculo, la constante siempre se sumará y se restará, siendo su efecto nulo. 
Pero intentar igualar la constante a cero no siempre tiene sentido. Por ejemplo, 2sin(x)cos(x) se puede integrar de dos maneras diferentes: 
{\displaystyle {\begin{aligned}\int 2\sin(x)\cos(x)\,dx&=&\sin ^{2}(x)+C&=&-\cos ^{2}(x)+1+C\\\int 2\sin(x)\cos(x)\,dx&=&-\cos ^{2}(x)+C&=&\sin ^{2}(x)-1+C\end{aligned}}}
Por lo tanto, al considerar C como nula aún quedaría una constante. Esto significa que, para una función dada, no hay ninguna antiderivada "más simple".
Otro problema con igualar C a cero es que a veces se quiere hallar una primitiva que tiene un valor dado en un punto dado. Por ejemplo, para obtener la primitiva de cos(x) que tiene el valor 100 en x = π sólo hay un valor válido de C (en este caso C = 100). 
Esta restricción se puede reformular en el lenguaje de las ecuaciones diferenciales. Encontrar una integral indefinida de una función f(x) es lo mismo que resolver la ecuación diferencial dy/dx = f(x). Cualquier ecuación diferencial tiene muchas soluciones, y cada constante representa la solución única de un problema de valor inicial definido. Imponer la condición de que la primitiva tome el valor 100 en x = π es una condición inicial. Cada condición inicial corresponde a un único valor de C, de modo que sin C sería imposible resolver el problema. 
Hay otra justificación, que viene del álgebra abstracta. El espacio de todas las funciones reales sobre el conjunto de los números reales (adecuadas) es un espacio vectorial, y el operador diferencial {\displaystyle d/dx} es un operador lineal. El operador d/dx hace corresponder una función a cero si y sólo si la función es constante. Consecuentemente, el núcleo de d/dx es el espacio de todas las funciones constantes. El proceso de integración indefinida equivale a encontrar una antiimagen de una función dada. No hay ninguna antiimagen canónica para una función dada, pero el conjunto de todas esas antiimágenes forma una clase de equivalencia. Elegir una constante es lo mismo que elegir un elemento de la clase. En este contexto, resolver un problema de valor inicial se interpreta como la pertenencia al hiperplano dado por las condiciones iniciales.

## Motivo para la diferencia de una constante entre primitivas
Este resultado se puede establecer formalmente de esta forma: Sean F:R→R y G:R→R dos funciones derivables en todo punto. Supóngase que F'(x) = G'(x) para todos los números reales x. Entonces existe un número real C tal que F(x) - G(x) = C para todo x real.
Para demostrar esto, nótese que [F(x) - G(x)]' = 0. Por lo tanto F se puede sustituir por F-G y G por la función constante 0; esto transforma el problema en el de demostrar que una función derivable en todas partes que tiene por derivada la función constante cero tiene que ser la función constante: 
Se escoge un número real a, y se hace C=F(a). Para cualquier x, el teorema fundamental del cálculo establece que
| {\displaystyle {\begin{aligned}\int _{a}^{x}0\,dt&=F(x)-F(a)\\&=F(x)-C,\end{aligned}}} |
lo que implica que F(x)=C. Por lo tanto F es una función constante. 
Hay dos hechos cruciales en esta demostración. Primero, la recta real es un espacio conexo. Si la recta real no fuera conexa, no siempre se podría integrar desde un punto fijo a hasta cualquier x dado. Por ejemplo si se tratara de funciones definidas en la unión de los intervalos [0,1] y [2,3], y si a fuera 0, entonces no sería posible integrar de 0 a 3, porque la función no estaría definida entre 1 y 2. En este caso habría dos constantes, una para cada componente conexo del dominio de la función. En general, a base de sustituir constantes por funciones localmente constantes se puede extender este teorema a dominios no conexos. 
Segundo, se ha supuesto que F y G son derivables en todas partes. Si F y G no son derivables en sólo un punto, el teorema falla. Por ejemplo, sea F(x) la función escalón, que vale 0 para valores negativos de x y 1 para valores no negativos de x, y sea G(x) = 0. Entonces la derivada de F es cero donde está definida, y la derivada de G es siempre cero. Con todo, queda claro que F y G no difieren en una constante. Incluso si se supone que F y G son continuas en todas partes y derivables casi en todas partes el teorema sigue fallando. A modo de ejemplo, tómese como F la función de Cantor y sea de nuevo G = 0.